# Mina Azarian
Mina Azarian, född 25 september 1959 i Iran, är en svensk skådespelare.
Azarian utbildades vid teaterhögskolan i Teheran, Iran. Hon är mest igenkänd för sin karaktär som "Shaisteh" i TV-serien Tre Kronor som sändes i TV4 mellan 1994 och 1999.[källa behövs]

## Filmografi
- 1987 – Enkronan
- 1992 – Pappas fiol har ont (kortfilm)
- 1997 – Beck – Lockpojken
- 1998 – Tre kronor (TV-serie)
- 1999 – S:t Mikael (TV-serie)
- 2000 – Före stormen
- 2000 – Vingar av glas
- 2000 – Skärgårdsdoktorn (TV-serie)
- 2002 – Mellan himmel och hästben (kortfilm)
- 2004 – Sjätte juni
- 2005 – Vinterkyss
- 2005 – Såsom i en hamburgare (kortfilm)
- 2006 – När mörkret faller
- 2006 – Mäklarna (TV-serie)
- 2007 – Till slut (kortfilm)
- 2007 – Labyrint (TV-serie)
- 2007 – Ciao Bella
- 2008 – Åkalla (TV-serie)
- 2009 – Bebådelse (kortfilm)
- 2009 – Zanan-e bedun-e mardan
- 2010 – För kärleken
- 2014–2015 – Blå ögon (TV-serie)
- 2015 – Cirkeln
- 2017 – Modus (TV-serie)

## Teater

### Roller (ej komplett)
| År   | Roll        | Produktion                                                  | Regi                | Teater                                        |
| ---- | ----------- | ----------------------------------------------------------- | ------------------- | --------------------------------------------- |
| 2006 |             | Utvandrarna Vilhelm Moberg                                  | Farnaz Arbabi       | Riksteatern/ Regionteatern Blekinge Kronoberg |
| 2016 | Medverkande | Maratondansen (They shoot horses, don't they?) Horace McCoy | Kenneth Kvarnström  | Kulturhuset Stadsteatern                      |
| 2022 |             | Dance Nation Clare Barron                                   | Martin Rosengardten | Kulturhuset Stadsteatern                      |

### Fotnoter
1. 1 2  ”Mina Azarian”. Svensk Filmdatabas. http://www.sfi.se/sv/svensk-filmdatabas/Item/?type=PERSON&itemid=241617&iv=OVERVIEW. Läst 26 september 2012.